# قرش نحيل
القرش النحيل (الاسم العلمي: Leptocharias smithii)، نوع من أسماك القرش وهو النوع الوحيد في فصيلة القروش النحيلة. يوجد هذه أنوع القاعي في المياه الساحلية للمحيط الأطلنطي من موريتانيا إلى أنغولا، على أعماق تتراوح بين 10 و75 م (33- 246 قدم).إنهُ يُفضل الموائل الموحلة، وخاصًة حول أفواه الأنهر.